# جان لندشتاینر
جان لندشتاینر (انگلیسی: John Landsteiner؛ زادهٔ ۱۹ مهٔ ۱۹۹۰) ورزشکار کرلینگ اهل ایالات متحده آمریکا است.
از افتخارات وی می‌توان به کسب مدال طلا در بازی‌های المپیک زمستانی ۲۰۱۸ اشاره کرد.